# Hayley Arceneaux
Hayley Arceneaux (Baton Rouge, 4 dicembre 1991) è un'astronauta statunitense.
Il 16 settembre 2021 è partita per la missione spaziale Inspiration4 di tre giorni a bordo della Crew Dragon Resilience con il ruolo di responsabile medico. Fu il primo volo composto da un equipaggio di soli membri civili. Uno degli obiettivi della missione era raccogliere donazioni per il St. Jude Children's Research Hospital.